# Eisschnelllauf-Sprintweltmeisterschaft 2014
Die 45. Eisschnelllauf-Sprintweltmeisterschaft wurde am 18. und 19. Januar 2014 in Nagano, Japan ausgetragen. Nagano war zum zweiten Mal Austragungsort der Sprintweltmeisterschaft.

## Wettbewerb
Bei der Sprintweltmeisterschaft werden vier Strecken gelaufen, je zweimal über die Distanz von 500 m und 1.000 m, An beiden Tagen werden je zwei Strecken gelaufen. Wenn ein Sportler über eine Distanz am ersten Tag auf der Innenbahn startet, so startet er am zweiten Tag auf der Außenbahn oder umgekehrt. Nur die 24 besten Frauen und Männer nach drei Strecken qualifizieren sich für die vierte Strecke.
Die erzielten Zeiten werden in Punkte umgewandelt. Über 500 m entspricht die gelaufene Zeit der Punktzahl, über 1.000 m ergibt die gelaufene Zeit in Sekunden geteilt durch 2 die Punktzahl. Der Athlet mit der niedrigsten Gesamtpunktzahl nach vier Strecken gewinnt die Sprintweltmeisterschaft.

## Teilnehmer
| Teilnehmende Nationen                               | Teilnehmende Nationen           | Teilnehmende Nationen                    | Teilnehmende Nationen              | Teilnehmende Nationen               | Teilnehmende Nationen      |
| --------------------------------------------------- | ------------------------------- | ---------------------------------------- | ---------------------------------- | ----------------------------------- | -------------------------- |
| Australien Volksrepublik China Deutschland Finnland | Frankreich Italien Japan Kanada | Kasachstan Südkorea Lettland Niederlande | Norwegen Österreich Polen Rumänien | Russland Schweden Tschechien Ungarn | Vereinigte Staaten Belarus |

## Ergebnisse

### Frauen

#### Endstand
- Zeigt die zwölf erfolgreichsten Sportlerinnen der Sprint-WM.

| Rang | Name                | 1. Lauf 500 Meter | Punkte | 1. Lauf 1.000 Meter | Punkte | 2. Lauf 500 Meter | Punkte | 2. Lauf 1.000 Meter | Punkte | Gesamt- punkte |
| ---- | ------------------- | ----------------- | ------ | ------------------- | ------ | ----------------- | ------ | ------------------- | ------ | -------------- |
| 1    | Yu Jing             | 37,67 (1)         | 37,670 | 1:15,61 (3)         | 37,805 | 37,72 (1)         | 37,720 | 1:16,16 (4)         | 38,080 | 151,275        |
| 2    | Zhang Hong          | 38,11 (5)         | 38,110 | 1:15,17 (1)         | 37,585 | 38,29 (4)         | 38,290 | 1:15,44 (2)         | 37,720 | 151,705        |
| 3    | Heather Richardson  | 38,04 (3)         | 38,040 | 1:15,86 (4)         | 37,930 | 38,18 (3)         | 38,180 | 1:15,28 (1)         | 37,640 | 151,790        |
| 4    | Margot Boer         | 38,00 (2)         | 38,000 | 1:15,31 (2)         | 37,655 | 38,15 (2)         | 38,150 | 1:16,12 (3)         | 38,060 | 151,865        |
| 5    | Nao Kodaira         | 38,06 (4)         | 38,060 | 1:17,22 (8)         | 38,610 | 38,33 (5)         | 38,330 | 1:17,01 (7)         | 38,505 | 153,505        |
| 6    | Laurine van Riessen | 38,29 (6)         | 38,290 | 1:16,98 (7)         | 38,490 | 38,68 (7)         | 38,680 | 1:16,95 (6)         | 38,475 | 153,935        |
| 7    | Thijsje Oenema      | 38,46 (7)         | 38,460 | 1:16,45 (6)         | 38,225 | 38,59 (6)         | 38,590 | 1:17,70 (9)         | 38,850 | 154,125        |
| 8    | Jekaterina Aidowa   | 38,48 (8)         | 38,480 | 1:17,45 (10)        | 38,725 | 38,75 (9)         | 38,750 | 1:17,15 (8)         | 38,575 | 154,530        |
| 9    | Christine Nesbitt   | 39,08 (15)        | 39,080 | 1:16,42 (5)         | 38,210 | 39,03 (14)        | 39,030 | 1:16,60 (5)         | 38,300 | 154,620        |
| 10   | Maki Tsuji          | 38,60 (9)         | 38,600 | 1:18,50 (12)        | 39,250 | 38,72 (8)         | 38,720 | 1:18,59 (11)        | 39,295 | 155,865        |
| 11   | Anice Das           | 38,77 (10)        | 38,770 | 1:17,43 (9)         | 38,715 | 39,31 (17)        | 39,310 | 1:18,15 (10)        | 39,075 | 155,870        |
| 12   | Hyun Yun-Kim        | 39,05 (14)        | 39,050 | 1:18,19 (11)        | 39,095 | 38,93 (11)        | 38,930 | 1:18,61 (12)        | 39,305 | 156,380        |
|      |                     |                   |        |                     |        |                   |        |                     |        |                |
| 15   | Denise Roth         | 39,01 (13)        | 39,010 | 1:19,62 (17)        | 39,810 | 39,02 (13)        | 39,020 | 1:19,46 (16)        | 39,730 | 157,570        |
| 18   | Jennifer Plate      | 39,39 (19)        | 39,390 | 1:19,37 (16)        | 39,685 | 39,28 (16)        | 39,280 | 1:20,02 (19)        | 40,010 | 158,365        |

Im Falle von Punktgleichheit entscheidet die Zeit der letzten Strecke über die Platzierung.

#### 1. Lauf 500 Meter
| Platz | Name                | Land                | Zeit    | Punkte |
| ----- | ------------------- | ------------------- | ------- | ------ |
| 1     | Yu Jing             | Volksrepublik China | 37,67 s | 37,670 |
| 2     | Margot Boer         | Niederlande         | 38,00 s | 38,000 |
| 3     | Heather Richardson  | Vereinigte Staaten  | 38,04 s | 38,040 |
| 4     | Nao Kodaira         | Japan               | 38,06 s | 38,060 |
| 5     | Zhang Hong          | Volksrepublik China | 38,11 s | 38,110 |
| 6     | Laurine van Riessen | Niederlande         | 37,53 s | 37,530 |
| 7     | Thijsje Oenema      | Niederlande         | 38,46 s | 38,460 |
| 8     | Jekaterina Aidowa   | Kasachstan          | 38,48 s | 38,480 |
|       |                     |                     |         |        |
| 13    | Denise Roth         | Deutschland         | 39,01 s | 39,010 |
| 19    | Jennifer Plate      | Deutschland         | 39,39 s | 39,390 |

#### 1. Lauf 1.000 Meter
| Platz | Name                | Land                | Zeit        | Punkte |
| ----- | ------------------- | ------------------- | ----------- | ------ |
| 1     | Zhang Hong          | Volksrepublik China | 1:15,17 min | 37,585 |
| 2     | Margot Boer         | Niederlande         | 1:15,31 min | 37,655 |
| 3     | Jing Yu             | Volksrepublik China | 1:15,61 min | 37,805 |
| 4     | Heather Richardson  | Vereinigte Staaten  | 1:15,86 min | 37,930 |
| 5     | Christine Nesbitt   | Kanada              | 1:16,42 min | 38,210 |
| 6     | Thijsje Oenema      | Niederlande         | 1:16,45 min | 38,225 |
| 6     | Laurine van Riessen | Niederlande         | 1:16,98 min | 38,490 |
| 8     | Nao Kodaira         | Japan               | 1:17,22 min | 38,610 |
|       |                     |                     |             |        |
| 16    | Jennifer Plate      | Deutschland         | 1:19,37 min | 39,685 |
| 17    | Denise Roth         | Deutschland         | 1:19,62 min | 39,810 |

#### 2. Lauf 500 Meter
| Platz | Name                | Land                | Zeit    | Punkte |
| ----- | ------------------- | ------------------- | ------- | ------ |
| 1     | Yu Jing             | Volksrepublik China | 37,72 s | 37,720 |
| 2     | Margot Boer         | Niederlande         | 38,15 s | 38,150 |
| 3     | Heather Richardson  | Vereinigte Staaten  | 38,18 s | 38,180 |
| 4     | Zhang Hong          | Volksrepublik China | 38,29 s | 38,290 |
| 5     | Nao Kodaira         | Japan               | 38,33 s | 38,330 |
| 6     | Thijsje Oenema      | Niederlande         | 38,59 s | 38,590 |
| 7     | Laurine van Riessen | Niederlande         | 38,68 s | 38,680 |
| 8     | Maki Tsuji          | Japan               | 38,72 s | 38,720 |
|       |                     |                     |         |        |
| 13    | Denise Roth         | Deutschland         | 39,02 s | 39,020 |
| 16    | Jennifer Plate      | Deutschland         | 39,28 s | 39,280 |

#### 2. Lauf 1.000 Meter
| Platz | Name                | Land                | Zeit        | Punkte |
| ----- | ------------------- | ------------------- | ----------- | ------ |
| 1     | Heather Richardson  | Vereinigte Staaten  | 1:15,28 min | 37,640 |
| 2     | Zhang Hong          | Volksrepublik China | 1:15,44 min | 37,720 |
| 3     | Margot Boer         | Niederlande         | 1:16,12 min | 38,060 |
| 4     | Jing Yu             | Volksrepublik China | 1:16,16 min | 38,080 |
| 5     | Christine Nesbitt   | Kanada              | 1:16,60 min | 38,300 |
| 6     | Laurine van Riessen | Niederlande         | 1:16,95 min | 38,475 |
| 7     | Nao Kodaira         | Japan               | 1:17,01 min | 38,505 |
| 8     | Jekaterina Aidowa   | Kasachstan          | 1:17,15 min | 38,575 |
|       |                     |                     |             |        |
| 16    | Denise Roth         | Deutschland         | 1:19,46 min | 39,730 |
| 19    | Jennifer Plate      | Deutschland         | 1:20,02 min | 40,010 |

### Männer

#### Endstand
- Zeigt die zwölf erfolgreichsten Sportler der Sprint-WM.

| Rang | Name                | 1. Lauf 500 Meter | Punkte | 1. Lauf 1.000 Meter | Punkte | 2. Lauf 500 Meter | Punkte | 2. Lauf 1.000 Meter | Punkte | Gesamt- punkte |
| ---- | ------------------- | ----------------- | ------ | ------------------- | ------ | ----------------- | ------ | ------------------- | ------ | -------------- |
| 1    | Michel Mulder       | 34,83 (1)         | 34,830 | 1:09,91 (5)         | 34,955 | 35,12 (1)         | 35,120 | 1:09,96 (3)         | 34,980 | 139,885        |
| 2    | Shani Davis         | 35,58 (11)        | 35,580 | 1:09,44 (2)         | 34,720 | 35,82 (14)        | 35,820 | 1:08,96 (1)         | 34,480 | 140,600        |
| 3    | Daniel Greig        | 35,19 (2)         | 35,190 | 1:10,36 (8)         | 35,180 | 35,17 (2)         | 35,170 | 1:10,35 (5)         | 35,175 | 140,715        |
| 4    | Denis Kusin         | 35,73 (15)        | 35,730 | 1:09,37 (1)         | 34,685 | 35,82 (14)        | 35,820 | 1:09,54 (2)         | 34,770 | 141,005        |
| 5    | Kjeld Nuis          | 35,90 (18)        | 35,900 | 1:09,56 (3)         | 34,780 | 35,53 (8)         | 35,530 | 1:09,99 (4)         | 34,995 | 141,205        |
| 6    | Ronald Mulder       | 35,67 (13)        | 35,670 | 1:09,93 (6)         | 34,965 | 35,43 (5)         | 35,430 | 1:10,59 (6)         | 35,295 | 141,360        |
| 7    | William Dutton      | 35,37 (5)         | 35,370 | 1:09,89 (4)         | 34,945 | 35,69 (11)        | 35,690 | 1:10,78 (8)         | 35,390 | 141,395        |
| 8    | Alexandre St-Jean   | 35,60 (12)        | 35,600 | 1:10,49 (10)        | 35,245 | 35,45 (6)         | 35,450 | 1:10,61 (7)         | 35,305 | 141,600        |
| 9    | Laurent Dubreuil    | 35,45 (9)         | 35,450 | 1:10,64 (13)        | 35,320 | 35,74 (4)         | 35,340 | 1:11,06 (13)        | 35,530 | 141,640        |
| 10   | Roman Kretsch       | 35,32 (4)         | 35,320 | 1:10,60 (12)        | 35,300 | 35,51 (7)         | 35,510 | 1:11,10 (14)        | 35,550 | 141,680        |
| 11   | Mirko Giacomo Nenzi | 35,27 (3)         | 35,270 | 1:10,45 (9)         | 35,225 | 35,88 (16)        | 35,880 | 1:10,88 (12)        | 35,440 | 141,815        |
| 12   | Tae-Yun Kim         | 35,90 (18)        | 35,900 | 1:10,27 (7)         | 35,135 | 35,96 (18)        | 35,960 | 1:10,87 (11)        | 35,435 | 142,430        |
|      |                     |                   |        |                     |        |                   |        |                     |        |                |
| 21   | Denis Dressel       | 36,35 (21)        | 36,350 | 1:12,00 (20)        | 36,000 | 36,17 (20)        | 36,170 | 1:12,17 (20)        | 36,085 | 144,605        |
| 23   | Denny Ihle          | 36,78 (26)        | 36,780 | 1:12,42 (23)        | 36,210 | 36,25 (22)        | 36,250 | 1:13,05 (23)        | 36,525 | 145,765        |

Im Falle von Punktgleichheit entscheidet die Zeit der letzten Strecke über die Platzierung.

#### 1. Lauf 500 Meter
| Platz | Name                 | Land        | Zeit    | Punkte |
| ----- | -------------------- | ----------- | ------- | ------ |
| 1     | Michel Mulder        | Niederlande | 34,83 s | 34,830 |
| 2     | Daniel Greig         | Australien  | 35,19 s | 35,190 |
| 3     | Mirko Giacomo Nenzi  | Italien     | 35,27 s | 35,270 |
| 4     | Roman Kretsch        | Kasachstan  | 35,32 s | 35,320 |
| 5     | William Dutton       | Kanada      | 35,37 s | 35,370 |
| 6     | Yūji Kamijō          | Japan       | 35,40 s | 35,400 |
| 7     | Espen Aarnes Hvammen | Norwegen    | 35,41 s | 35,410 |
| 8     | Keiichirō Nagashima  | Japan       | 35,43 s | 35,430 |
|       |                      |             |         |        |
| 21    | Denis Dressel        | Deutschland | 36,35 s | 36,350 |
| 26    | Denny Ihle           | Deutschland | 36,78 s | 36,780 |

#### 1. Lauf 1.000 Meter
| Platz | Name           | Land               | Zeit        | Punkte |
| ----- | -------------- | ------------------ | ----------- | ------ |
| 1     | Denis Kusin    | Kasachstan         | 1:09,37 min | 34,685 |
| 2     | Shani Davis    | Vereinigte Staaten | 1:09,44 min | 34,720 |
| 3     | Kjeld Nuis     | Niederlande        | 1:09,56 min | 34,780 |
| 4     | William Dutton | Kanada             | 1:09,89 min | 34,945 |
| 5     | Michel Mulder  | Niederlande        | 1:09,91 min | 34,955 |
| 6     | Ronald Mulder  | Deutschland        | 1:09,93 min | 34,965 |
| 7     | Tae-Yun Kim    | Südkorea           | 1:10,27 min | 35,135 |
| 8     | Daniel Greig   | Australien         | 1:10,36 min | 35,180 |
|       |                |                    |             |        |
| 20    | Denis Dressel  | Deutschland        | 1:12,00 min | 36,000 |
| 23    | Denny Ihle     | Deutschland        | 1:12,42 min | 36,210 |

#### 2. Lauf 500 Meter
| Platz | Name                | Land        | Zeit    | Punkte |
| ----- | ------------------- | ----------- | ------- | ------ |
| 1     | Michel Mulder       | Niederlande | 35,12 s | 35,120 |
| 2     | Daniel Greig        | Australien  | 35,17 s | 35,170 |
| 3     | Keiichirō Nagashima | Japan       | 35,28 s | 35,280 |
| 4     | Laurent Dubreuil    | Kanada      | 35,34 s | 35,340 |
| 5     | Ronald Mulder       | Niederlande | 35,43 s | 35,430 |
| 6     | Alexandre St-Jean   | Kanada      | 35,45 s | 35,450 |
| 7     | Roman Kretsch       | Kasachstan  | 35,51 s | 35,510 |
| 8     | Kjeld Nuis          | Niederlande | 35,53 s | 35,530 |
|       |                     |             |         |        |
| 20    | Denis Dressel       | Deutschland | 36,17 s | 36,170 |
| 22    | Denny Ihle          | Deutschland | 36,25 s | 36,250 |

#### 2. Lauf 1.000 Meter
| Platz | Name              | Land               | Zeit        | Punkte |
| ----- | ----------------- | ------------------ | ----------- | ------ |
| 1     | Shani Davis       | Vereinigte Staaten | 1:08,96 min | 34,480 |
| 2     | Denis Kusin       | Kasachstan         | 1:09,54 min | 34,770 |
| 3     | Michel Mulder     | Niederlande        | 1:09,96 min | 34,980 |
| 4     | Kjeld Nuis        | Niederlande        | 1:09,99 min | 34,995 |
| 5     | Daniel Greig      | Australien         | 1:10,35 min | 35,175 |
| 6     | Ronald Mulder     | Deutschland        | 1:10,59 min | 35,295 |
| 7     | Alexandre St-Jean | Kanada             | 1:10,61 min | 35,305 |
| 8     | William Dutton    | Kanada             | 1:10,78 min | 35,390 |
|       |                   |                    |             |        |
| 20    | Denis Dressel     | Deutschland        | 1:12,17 min | 36,085 |
| 23    | Denny Ihle        | Deutschland        | 1:13,05 min | 36,525 |